# パストラル

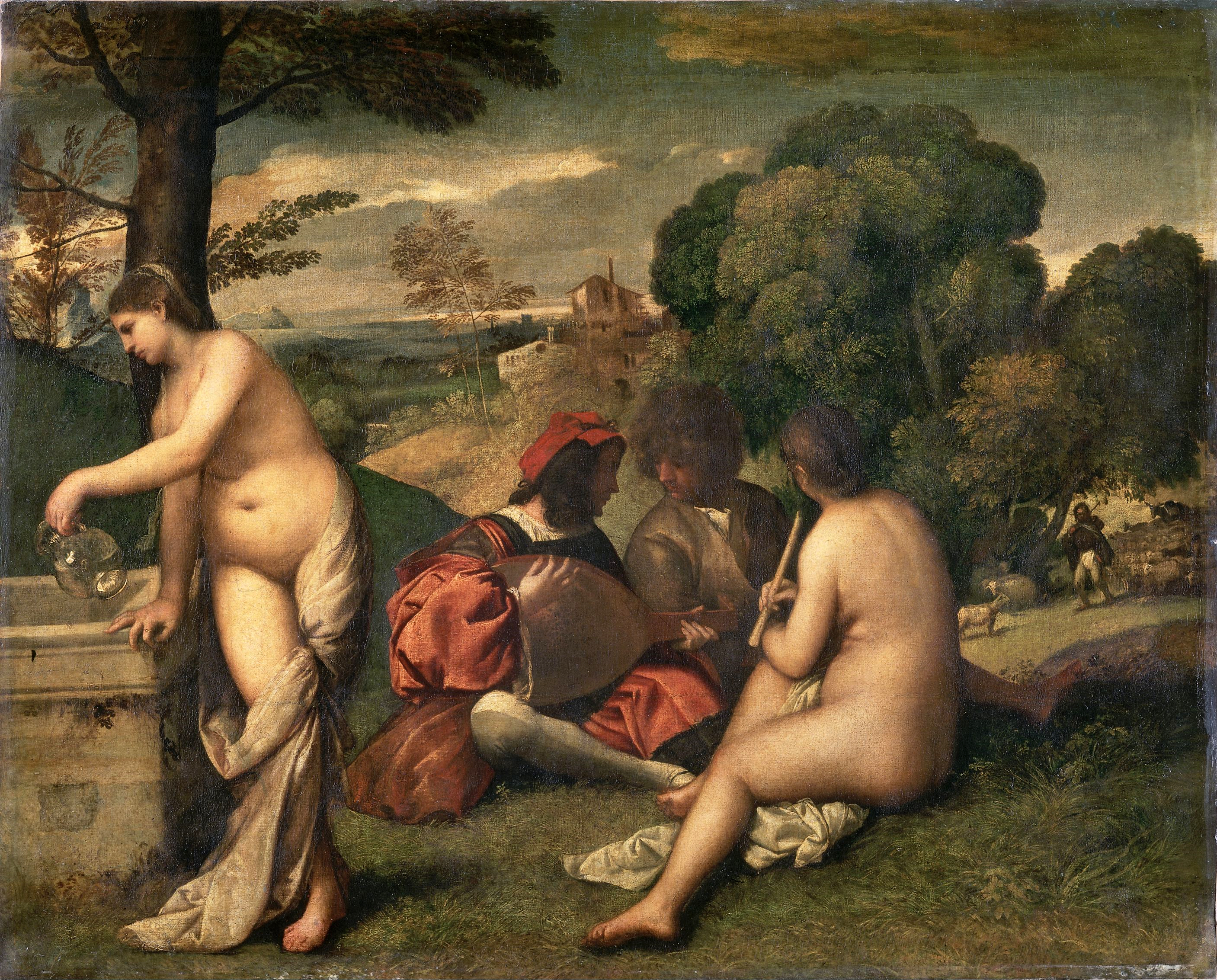
ジョルジョーネ『田園の奏楽』。ただし、現在ではティツィアーノ作とも言われる

パストラル（英: pastoral、仏: pastorale、伊: pastorale、パストラーレ）は、形容詞としては羊飼いのライフスタイルや牧畜、つまり季節や水・食糧の入手可能性のために広大な陸地を家畜を移動することを表す言葉である。さらに羊飼いの生活を描いた文学・音楽をも指し、それは非常に理想化されていることが多い。また名詞の「パストラル」は詩（田園詩、牧歌）・美術（田園画）・音楽（田園曲）・ドラマ（牧歌劇）のことを指す。文学の「パストラル」（名詞・形容詞両方）はブコリックとも言う。ギリシャ語の「牛飼い」を意味するブーコロスに由来する言葉で、東地中海からメソポタミアにかけての地域で生まれた牧畜の伝統がギリシャを通じてヨーロッパに移入されたことを反映している。

## 文学
文学における狭義のパストラルは、田園の理想郷を舞台として牧人たちが恋の歌を競い合うという形式をとる。

### 一般のパストラル文学（田園文学）
文学では、形容詞の「パストラル」は、田舎の話題、あるいは羊飼い・牛飼いなどの農園労働者にまじっての田園地方での生活を指し、それはロマン主義化ならびに非現実的な手法で描かれることが多い。実際、パストラルな生活は人生の余生よりむしろ最盛期として描かれることが時々ある。典型的なパストラルの雰囲気はクリストファー・マーロウの『若き羊飼いの恋歌』が手本となった。「一緒に暮らそうよ、僕の恋人になって/二人で楽しもう/丘、渓谷、谷、野原/そして岩山がもたらす喜びすべてを/岩の上に座って/羊飼いが餌をやるのを見ていようよ/浅い川のそば、流れに合わせて/鳥たちがマドリガルを歌ってるよ」。
パストラル文学に登場する「羊飼いと乙女」は普通「コリュドン」「フィロメーラ」というギリシャ人名で、それは「パストラル」というジャンルの起源を反映したものである。パストラル詩（田園詩）は美しい田園の風景、文学用語で言うと「ロクス・アモエヌス」。詩人たちはアルカディアを一種のエデンの園のように描いた。羊の世話などの現実の田舎の雑用は、空想の中でほとんど労力を必要としないものとされ、背景の中に埋もれ、女羊飼いとその求婚者のことはほとんど余暇の状態の中に捨て置かれる。そうすることで羊飼いたちを永久のエロティックなファンタジーに具象化できるのである。羊飼いたちはかわいい女の子たちを追いかけることに、ギリシアやローマの詩ではかわいい男の子たちを追いかけることに、時間を費やす。ウェルギリウスの第二エクローグ『Formosum pastor Corydon ardebat Alexin（羊飼いコリュドンは美しいアレクシスに熱をあげる）』は同性愛である。

### パストラル詩（田園詩）

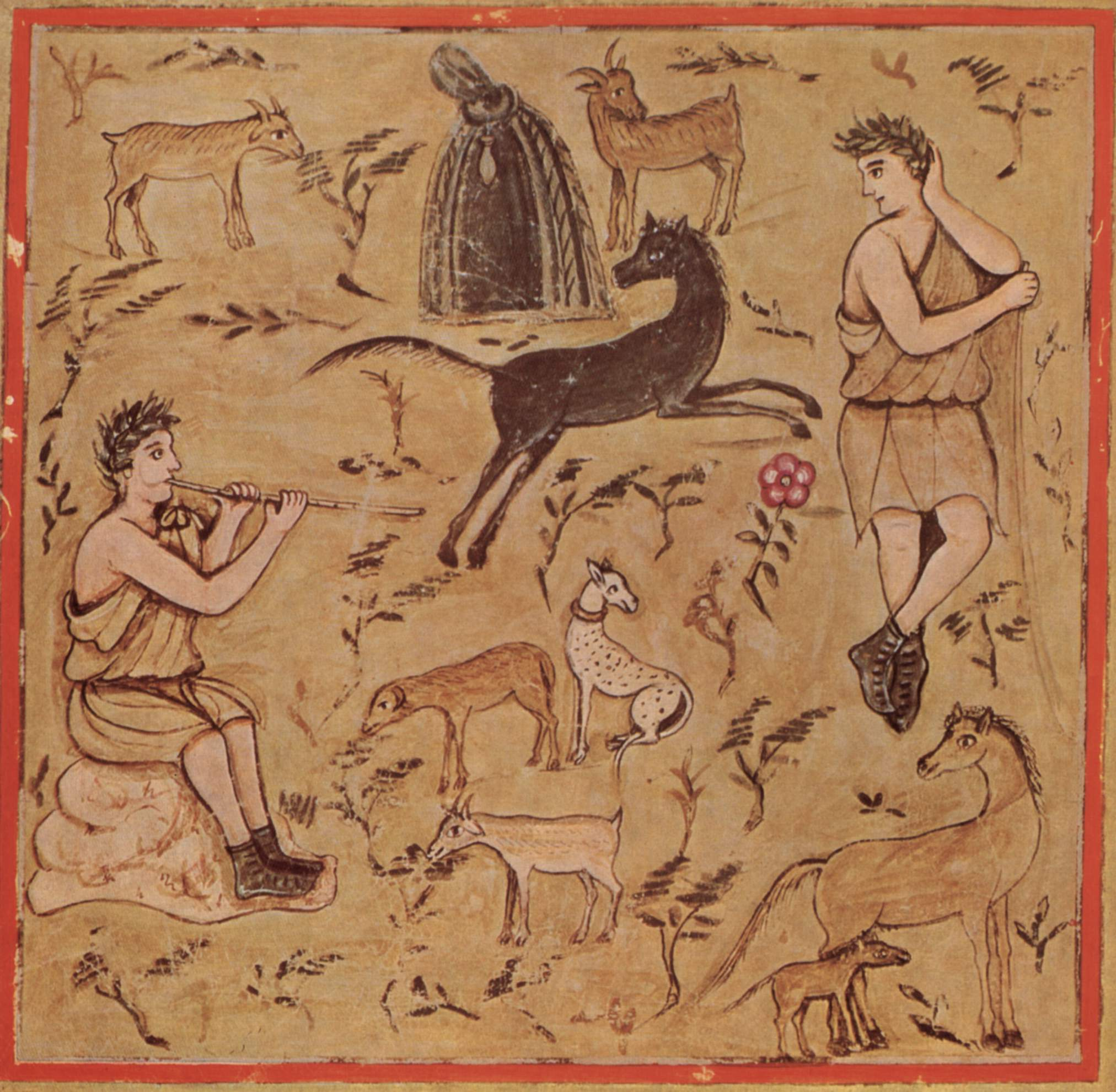
ウェルギリウス著『農耕詩』第3巻。羊飼いと家畜の絵。バチカン図書館所蔵

パストラル文学はヘレニズム期ギリシアのテオクリトスから始まった。テオクリトスの『牧歌（エイデュリオン）』の数篇は田園地方を舞台とし（おそらくテオクリトスの住んだコス島の景色を反映しているものと思われる）、牧夫たちの間の会話も含まれている。テオクリトスはシチリアの羊飼いたちの実際の民俗伝承を集めたのかも知れない。テオクリトスはドーリア方言でこれを書いたが、使った韻律は、ギリシア詩で最も有名な形式、つまり叙事詩のダクテュロス・ヘクサメトロスだった。この素朴さと洗練さのミックスは、後のパストラル詩でも主要な要素となる。テオクリトスの詩は、ギリシアの詩人スミュルナのビオンやモスコスに模倣された。
ローマの詩人ウェルギリウスはこの形式の詩を『牧歌』でラテン語に適用させた。ウェルギリウスはテオクリトス以上に理想化した田園生活を叙述し、後のパストラル文学が好んでその舞台としたアルカディアをはじめてその舞台とした。さらにウェルギリウスは政治的なアレゴリー（寓意）の要素をパストラル詩に含めた。ウェルギリウスの理想郷は都会の人間の視点であり、都会と田園の概念的な対立や、都会と田舎絵をめぐる往還がみられる。
パストラル詩は、14世紀前半くらいからペトラルカ、ポンターノ、マントゥアヌスといったイタリアの詩人たちがラテン語で復活させ、その後、マッテーオ・マリーア・ボイアルドがイタリア語で書いた。
パストラルの流行はルネサンス期のヨーロッパ中に広まった。スペインではガルシラソ・デ・ラ・ベガがその重要な先駆者で、そのモチーフは20世紀のスペイン語の詩人ジャンニナ・ブラスキが蘇らせた中に見ることができる。フランスの指導的パストラル詩人にはクレマン・マロやピエール・ド・ロンサールなどがいる。
イギリスで最初のパストラル詩はアレクサンダー・バークレーの『田園詩（』（1515年頃）で、それはマントゥアヌスの強い影響を受けていた。イギリスのパストラル詩の金字塔は、1579年に発表されたエドマンド・スペンサーの『羊飼いの暦』である。この作品には1年12ヶ月に相当する12のエクローグで成り立ち、方言で書かれ、エレジー、寓話、当時のイングランドの詩の役割に関する論が含まれていた。スペンサーや友人たちも偽名で登場する（スペンサー自身の偽名は「コリン・クラウト」）。スペンサーの『羊飼いの暦』はマイケル・ドレイトンの『Idea, The Shepherd's Garland』やウィリアム・ブラウンの『Britannia's Pastorals（ブリタニアの羊飼いたち）』といった模倣を生んだ。英語詩で最も有名なパストラル・エレジーは、ジョン・ミルトンが大学時代の学友エドワード・キングの死に寄せて書いた『リシダス』（1637年）である。ミルトンがこの形式を用いたのは、作家という職業を切り開くためと、ミルトンが教会の職権乱用だと思っているものを攻撃する、両方の目的からだった。英語詩のパストラル詩は、アレキサンダー・ポープの『牧歌』（1709年）あたりを最後に、18世紀にいったん死滅した。『Shepherd's Week（羊飼いの一週間）』を書いたジョン・ゲイのようにパロディ化する作家が現れる一方で、ジョンソン博士はその作為性を批判し、ジョージ・クラッブはそのリアリズムの欠如を攻撃して、『The Village（村）』（1783年）という自作の詩の中で田舎の生活の真実の情景を叙述しようと試みた。それにもかかわらず、パストラルは生き残った。マシュー・アーノルドが友人の詩人アーサー・ヒュー・クラフの死に送った挽歌『Thyrsis』（1867年）といった作品がそうだが、ジャンルというよりむしろ雰囲気としてだった。

### パストラル・ロマンス

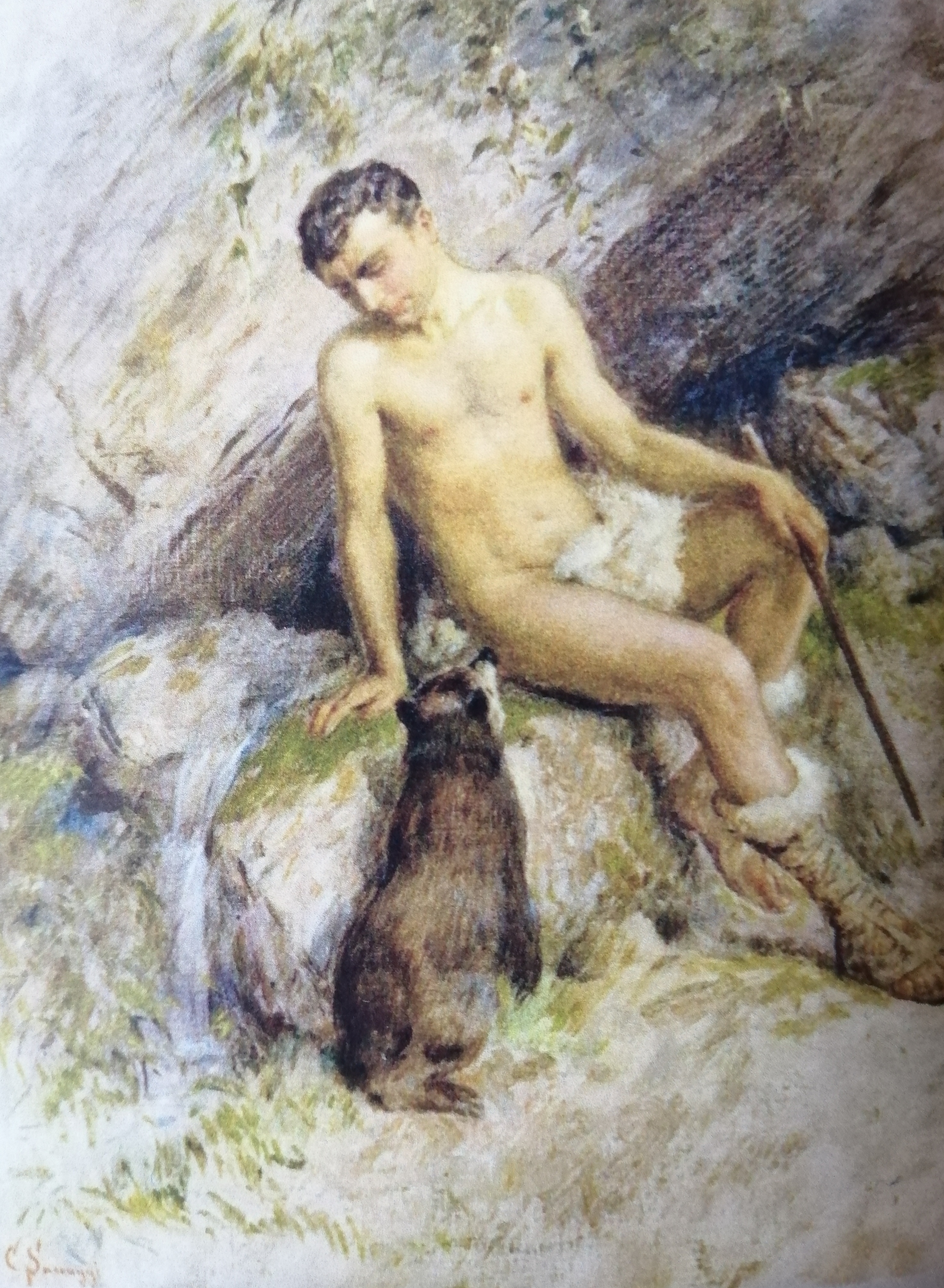
アルカディアの羊飼い、画家チェザーレ・サッカギの作品

イタリアの作家たちはパストラル・ロマンスという新しいジャンルを発明した。それはパストラル詩と散文で書かれた虚構の物語体を混ぜ合わせたものだった。古典にはこの形式の先例はなかったが、『ダフニスとクロエ』のような田園地方を舞台にした古代ギリシアの小説から若干のインスピレーションを得ていた。この形式のもので最も有名なものはヤコポ・サンナザロの『アルカディア』（1504年）である。パストラル・ロマンスの流行はヨーロッパ中に広まり、スペインではホルヘ・デ・モンテマヨールの『Diana』（1559年）、イングランドではフィリップ・シドニーの『アーケイディア』（1590年）、フランスではオノレ・デュルフェの『Astrée』（1607年 - 1627年）が書かれた。

### パストラル・ドラマ
ルネサンス期のイタリアにはパストラル・ドラマ（牧歌劇）も現れた。こちらもギリシアのサテュロス劇を除けば古典に先例がないものだった。アンジェロ・ポリツィアーノの『オルフェオ』（1480年）がこの新しい形式のはじまりだが、その全盛期は16世紀後期で、その中には、トルクァート・タッソの『アミンタ』（1573年）、ジョヴァンニ・バッティスタ・グァリーニの『忠実な羊飼い』（1590年）といったものがある。ジョン・リリーの『Endimion（エンディミオン）』（1579年）はイタリア様式のパストラル劇をイギリスに持ち込んだものである。ジョン・フレッチャーの『The Faithful Shepherdess（忠実な女羊飼い）』やベン・ジョンソンの『The Sad Shepherd（悲しい羊飼い）』といった作品が現れ、ウィリアム・シェイクスピアの劇（とくに『お気に召すまま』や『冬物語』）にもパストラルの要素が含まれている。ちなみに『お気に召すまま』のプロットはトマス・ロッジのパストラル・ロマンス『ロザリンド』から取られたものである。

### 近代以降
古代地中海世界のギリシアやローマや、ルネサンス、ロマン派のイギリスなどでは都市文明から見た人間の影響が及ばない自然としてパストラルが求められた。近代化によって人間による自然の改変が進むにつれて、アルカディアに代わって田園の厳しい現実にも魔が向けられるようになった。ウィリアム・ワーズワースの『マイケル』（1800年）では、パストラルの不可能性が表現されている。ヘンリー・デイヴィッド・ソローやジョン・ミューアらの作品は、古典的なパストラル作品と区別してポスト・パストラル作品とも呼ばれる。日本においてパストラルは明治時代に受容され、国木田独歩は『武蔵野』（1901年）において都市部の周縁を理想郷として描いた。
ジャンルとしてのパストラルは20世紀で途絶えたとする論や、環境文学の中に受け継がれているとする論がある。

## 音楽
テオクリトスの『牧歌』はストロペから成る歌と音楽的な挽歌を含んでいて、ホメーロス同様、羊飼いたちが、典型的な田舎の楽器と考えられる「シュリンクス」つまりパンパイプで演奏した。1世紀には、ウェルギリウスの『牧歌』は歌う道化芝居（ミモス）として上演された。これは、古代にも決まった形式のジャンルとしてパストラル・ソングがあったことの証拠である。
「パストラル」というジャンルはオペラの発展において重大なものだった。トルバドゥールがパストゥレイユというジャンルの中でパストラル詩に曲をつけて以後、イタリアの詩人・作曲家たちは徐々にパストラルに関心を持った。パストラル詩への作曲は、最初ポリフォニーの、後にはモノフォニーのマドリガルの中で次第に一般的なものになった。それらは後には、不変の基礎の上にパストラルなテーマを残すカンタータやセレナータにいたった。ジョヴァンニ・バッティスタ・グァリーニの詩『忠実な羊飼い』への部分的な作曲はとても有名である。500を越えるマドリガルのテクストは単独の劇から取られたものだった。タッソの詩『アミンタ』もまた好まれた。オペラが発達して、ヤコポ・ペーリの『ダフネ』や モンテヴェルディの『オルフェオ』といった作品とともに、劇的なパストラルが前線に躍り出た。パストラル・オペラは17世紀を通して人気を保った。それはイタリアのみならず、たとえばフランスでは英雄牧歌劇というジャンルが、イギリスでは、ジョン・ブロウの『ヴィーナスとアドニス』と、ヘンリー・ローズがジョン・ミルトン作『コーマス』のために書いた音楽が、スペインではサルスエラが作られた。
同時に、イタリアとドイツの作曲家たちは声楽曲および器楽曲の「pastorale」（パストラール、パストラーレ）というジャンルを発展させた。それは特定の様式的特徴によって区別され、またクリスマス・イヴと関係している。（パストラール参照）
パストラル、およびパストラルのパロディは18世紀・19世紀を通して音楽史の中で重要な役割を演じ続けた。ジョン・ゲイは『ベガーズ・オペラ（乞食オペラ）』の中でパストラルを風刺したが、ヘンデルの『アチスとガラテア』の台本は誠実なものを書いた。ジャン＝ジャック・ルソーの『村の占い師』はパストラルのルーツを利用し、メタスタージオの『羊飼いの王様』の台本は30回も曲がつけられた。その中で最も有名なものはモーツァルトのものである。ラモーはフランスのパストラル・オペラの著名な主唱者であった。ベートーヴェンの『田園交響曲』は、ベートーヴェンが通常よく使う音楽的ダイナミズムを避け、比較的ゆったりしたリズムを選んでいる。描写以上に心の動きに関心があったようで、「絵よりも気分の表現」の作品だと書いている。さらにパストラルはグランド・オペラ、とくにマイアベーアのオペラの中に、特徴として現れた。作曲者たちはしばしば作品の中心で、パストラルのテーマである「オアシス」を発展させようとした。たとえば、ワーグナーの『トリスタンとイゾルデ』の中の羊飼いの歌う『alte Weise（）』や、チャイコフスキーの『スペードの女王』の中のパストラル・バレエなどである。20世紀になってもパストラルは新しい解釈で、とくにバレエ作品で作られ続けた。ラヴェルの『ダフニスとクロエ』、ニジンスキーが使用したドビュッシー『牧神の午後への前奏曲』、ストラヴィンスキーの『春の祭典』『結婚』などである。

## 美術
理想化されたパストラルの風景画はヘレニズム期とローマの壁画に現れた。美術のテーマとして、パストラルへの興味が復興したのは、ルネサンス期のイタリアで、部分的にはサンナザロの詩『アルカディア』を絵で描いたものにインスパイアされていた。ジョルジョーネが描いたとされる『田園の奏楽』はとくにその中でも有名なものである。その後、フランスの画家たち、とくに、クロード・ロラン、ニコラ・プッサン（『Et In Arcadia Ego（我はアルカディアにもある）』）、アントワーヌ・ヴァトー（『Fêtes galantes（雅びな宴）』）もパストラルに関心を持った。